# Křížová cesta (Bohosudov)
Křížová cesta v Bohosudově v Krupce na Teplicku se nachází v centru města severně od Mariánského náměstí, na skalním ostrohu nedaleko lanové dráhy.

## Historie

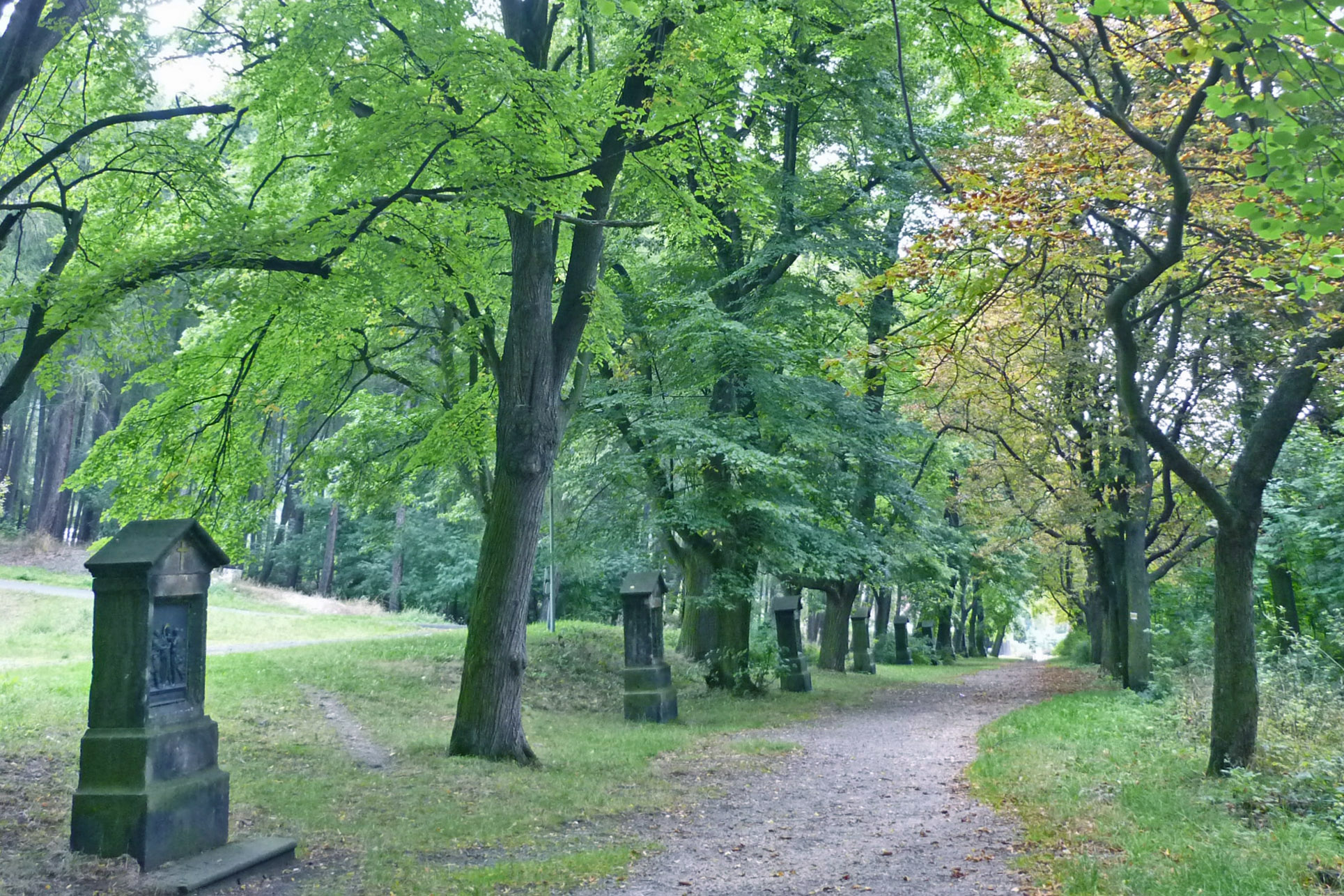
Zastavení křížové cesty, Bohosudov

Křížová cesta byla postavena koncem 18. století. Tvoří ji čtrnáct zastavení v podobě jednoduchých hranolových kaplí s trojúhelníkovým štítem a s obdélnými reliéfy.
Cesta končí barokní kaplí s Božím hrobem, která byla postavena v polovině 18. století. Je to obdélníková stavba s nárožnými pilastry ve štítové stěně, v ose stavby je pravoúhlý vchod s kamenným ostěním s uchy, nad vstupem je okno a nízký štítový nástavec s volutovými křídly.
Nad kaplí Božího hrobu se nachází sousoší Kalvárie z roku 1905. Tvoří jej kříž s tělem ukřižovaného Krista, po pravici s plačící Pannou Marií, po levici s apoštolem svatým Janem.
Památka byla v roce 2004 zrestaurována. Křížová cesta je i se sousoším Ukřižování a kaplí Božího hrobu chráněna jako nemovitá Kulturní památka České republiky.

## Galerie

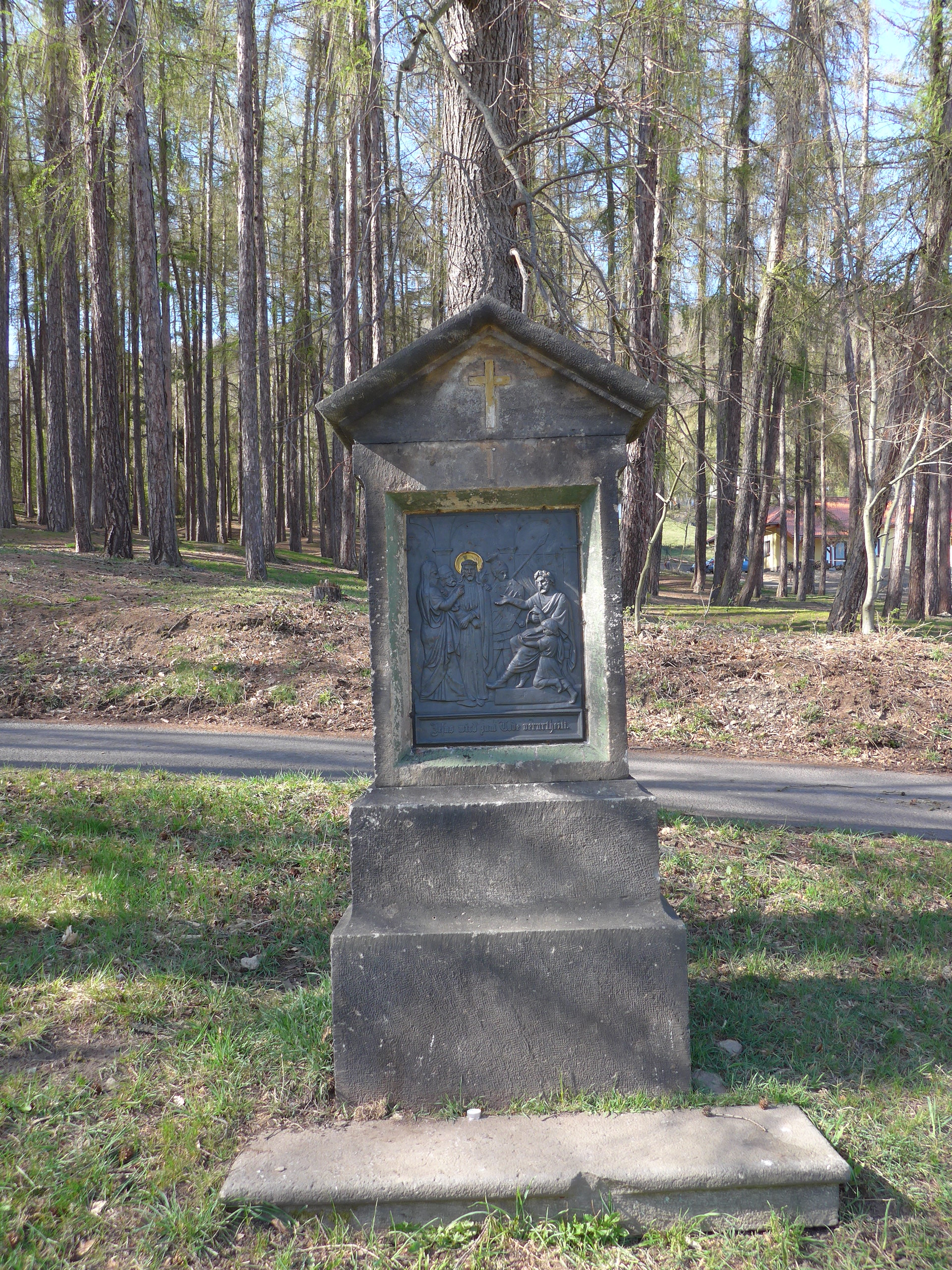
První zastavení kalvárie v Bohosudově
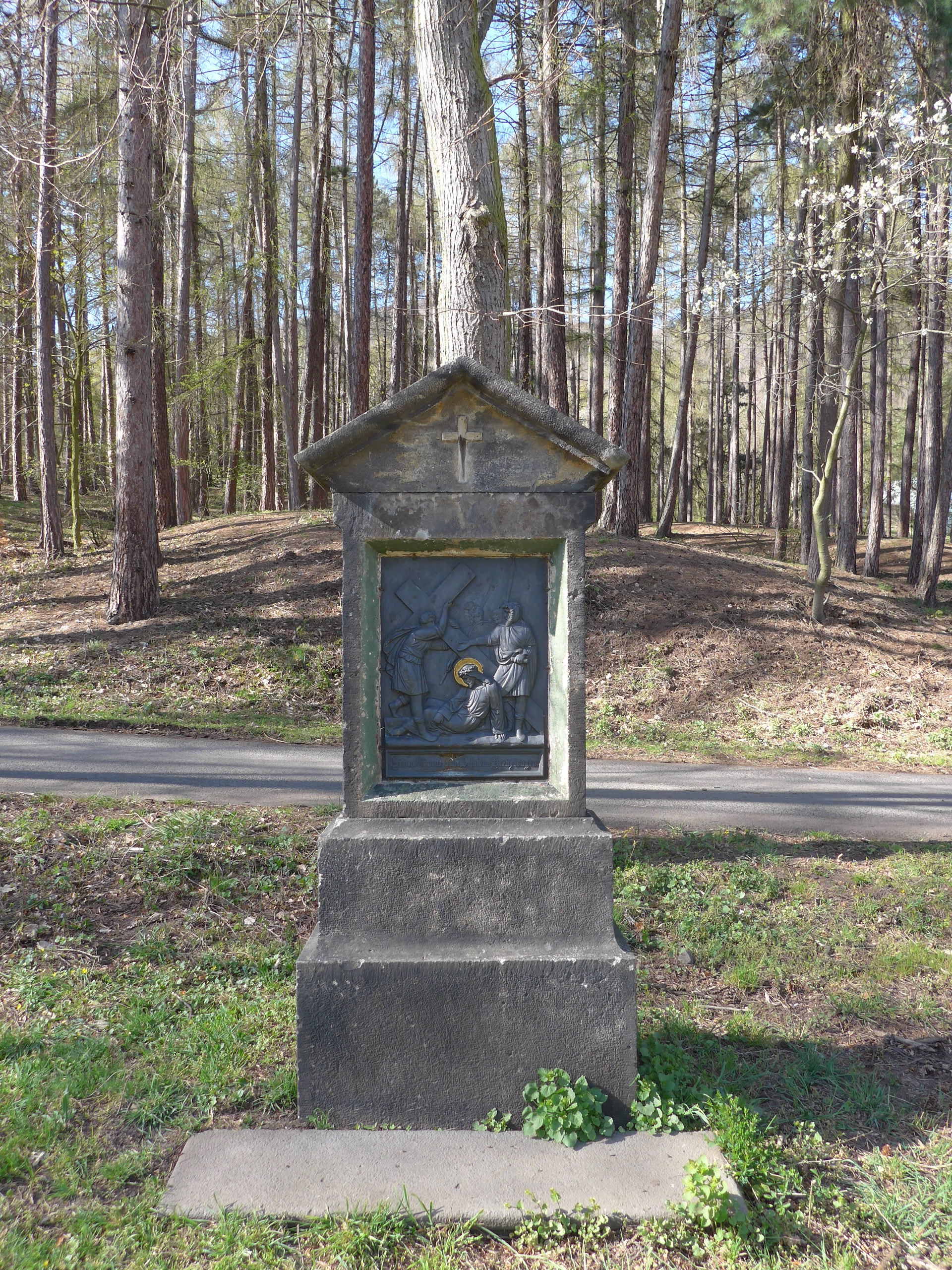
Páté zastavení
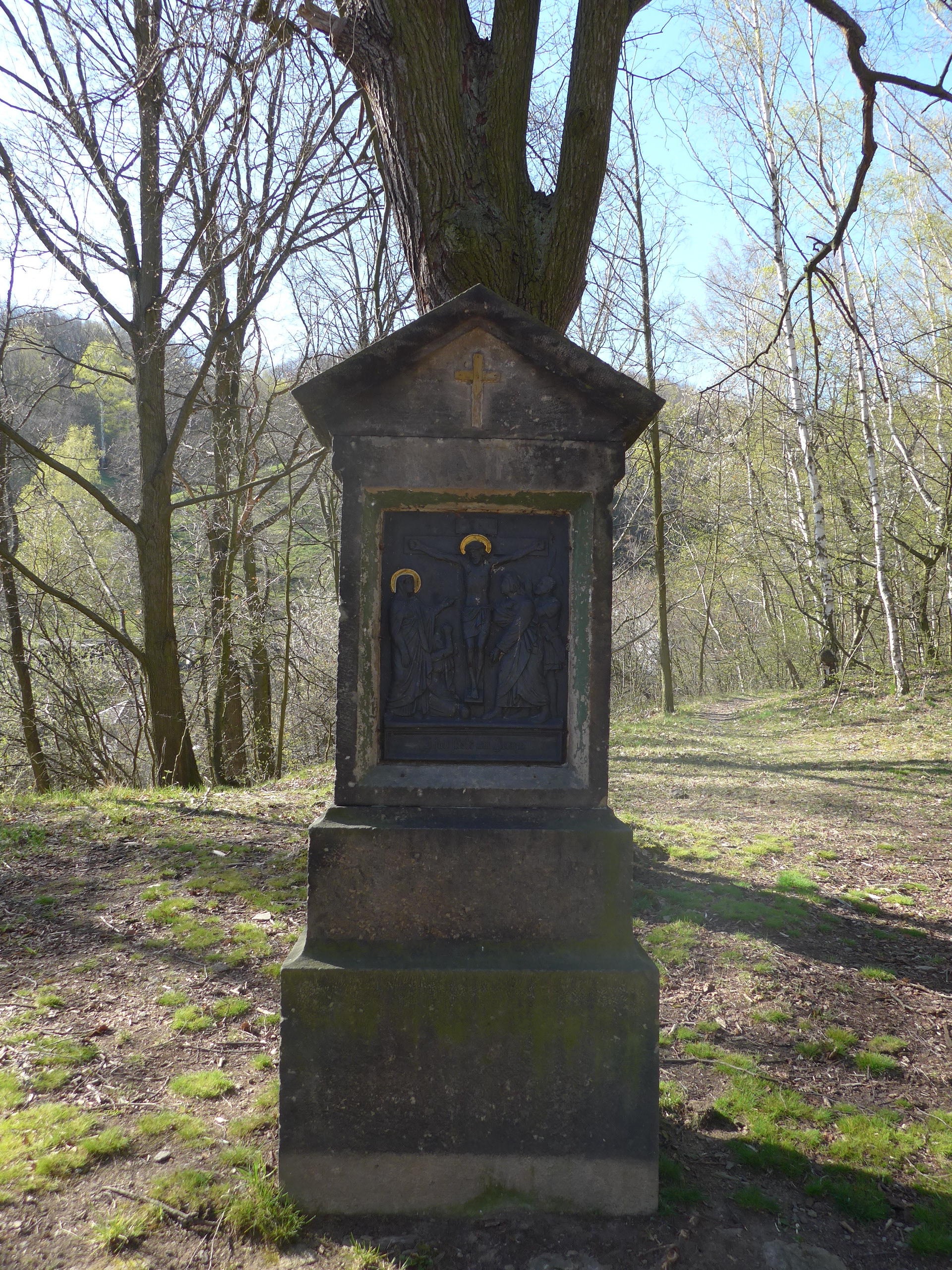
Dvanácté zastavení
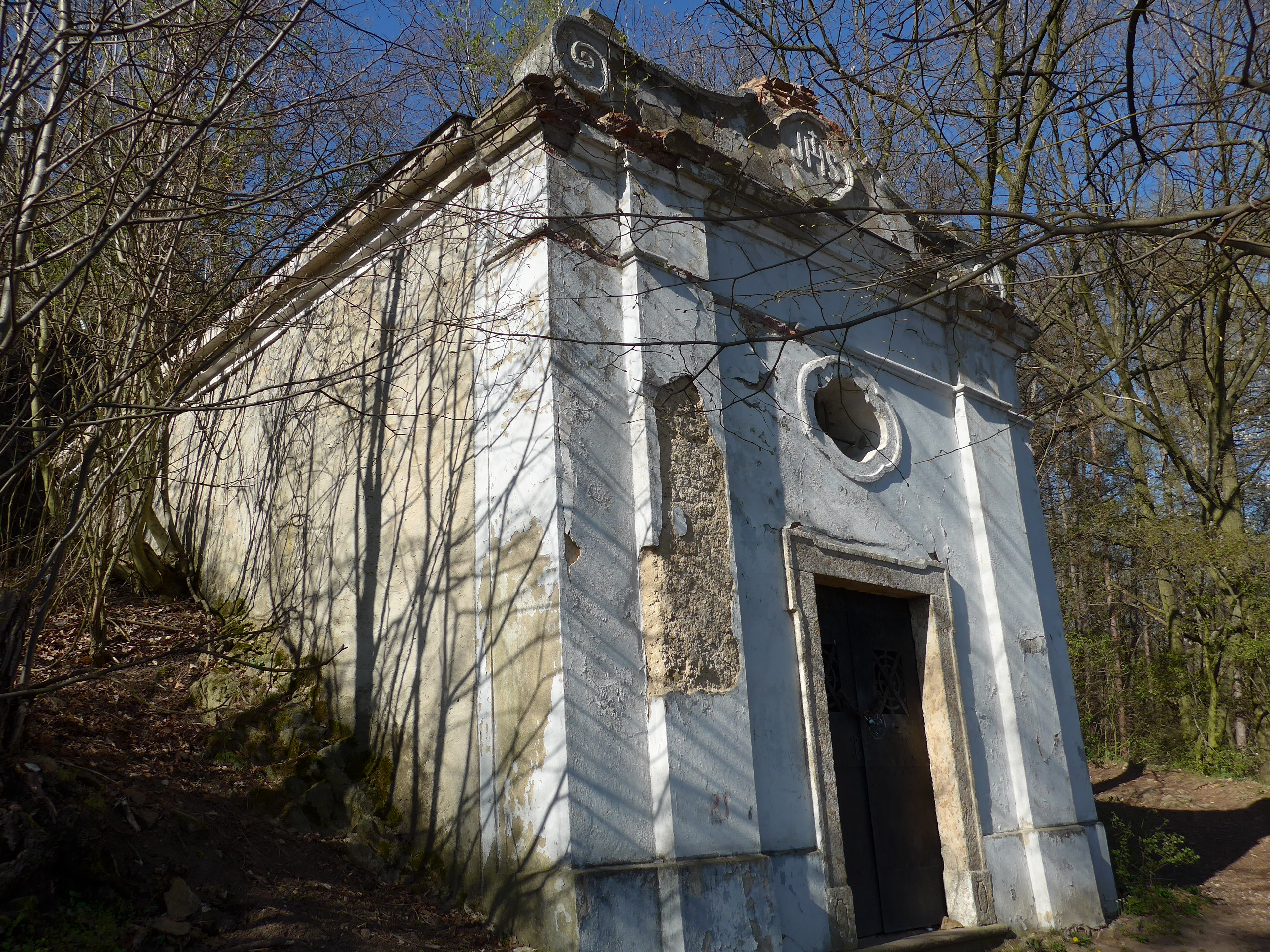
Kaple Božího hrobu pod Kalvárií
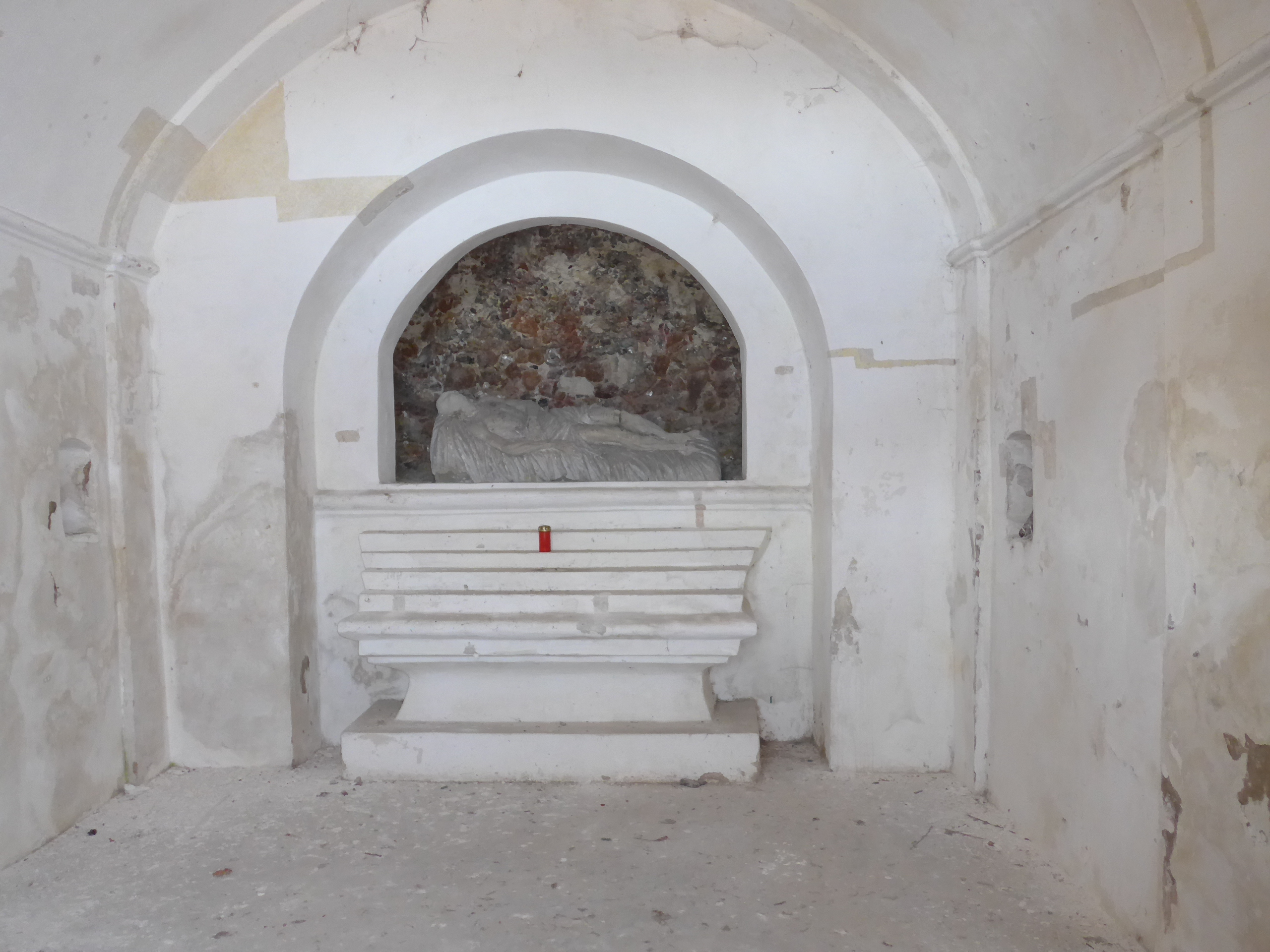
Interiér kaple Božího hrobu